# Zygmunt Chełmicki

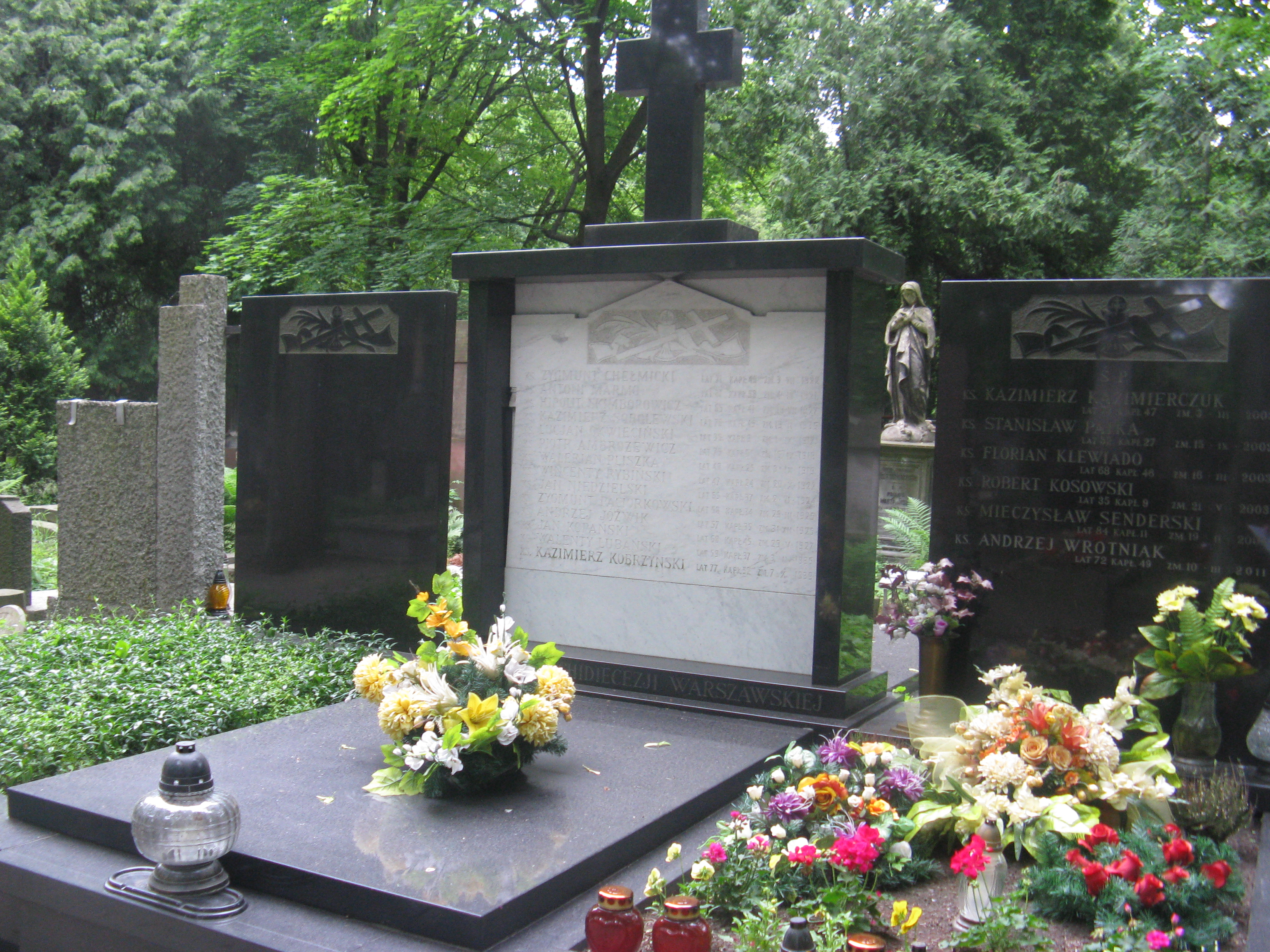
Grób Zygmunta Chełmickiego na cmentarzu Powązkowskim

Zygmunt Chełmicki (ur. 10 maja 1851 w Warszawie, zm. 3 lipca 1922 tamże) – polski ksiądz rzymskokatolicki, działacz społeczny, publicysta i wydawca.

## Życiorys
Zygmunt Chełmicki pochodził z rodziny szlacheckiej herbu Nałęcz,  której gniazdem rodowym była Chełmica w ziemi dobrzyńskiej. Wykształcenie średnie uzyskał w gimnazjum w Chełmnie, które ukończył w 1868 roku. W tym samym roku wstąpił do Seminarium Duchownego w Płocku. W 1869 roku otrzymał święcenia niższe, a w 1872 roku został subdiakonem. Studia teologiczne kontynuował od 1872 roku w Münster (Monaster) pod zmienionym nazwiskiem. Po powrocie do kraju został wyświęcony na kapłana 20 września 1873 roku. W 1877 roku przeniósł się do Warszawy, gdzie otrzymał od ówczesnego administratora Archidiecezji rektorat kościoła św. Ducha (dawniej paulinów). Obowiązki te pełnił do śmierci (1922).
Od 1881 roku był redaktorem warszawskiego dziennika „Słowo”. W 1891 roku odbył podróż do Brazylii, której celem było zbadanie sytuacji polskich emigrantów w tym kraju. Owocem tej podróży była książka W Brazylii, w której obalił emigracyjne miraże, ukazując brutalny obraz cierpiących głód i nędzę polskich emigrantów. W 1900 roku został wydawcą, dzięki powołaniu do życia pomnikowego wydawnictwa „Biblioteki Dzieł Chrześcijańskich”. W ramach tej akcji powstała „Podręczna Encyklopedia Kościelna”. Od 1905 do 1914 roku pełnił kierowniczą rolę w Stronnictwie Polityki Realnej. Apogeum działalności politycznej ks. Chełmickiego przypada na lata 1916-1918.
W odpowiedzi na deklarację wodza naczelnego wojsk rosyjskich wielkiego księcia Mikołaja Mikołajewicza Romanowa z 14 sierpnia 1914 roku, podpisał telegram dziękczynny, głoszący m.in., że krew synów Polski, przelana łącznie z krwią synów Rosyi w walce ze wspólnym wrogiem, stanie się największą rękojmią nowego życia w pokoju i przyjaźni dwóch narodów słowiańskich. Był członkiem Komisji Sejmowo-Konstytucyjnej Tymczasowej Rady Stanu. Dnia 17 września 1917 roku został sekretarzem Rady Regencyjnej. 14 listopada 1918 roku, wraz z rozwiązaniem się Rady i oddaniem władzy Józefowi Piłsudskiemu, zakończyła się jego rola polityczna. Zmarł 3 lipca 1922 roku i pochowany został na cmentarzu Powązkowskim w Warszawie (kwatera 203-5/6-26). Pierwszą pełną biografię Zygmunta Chełmickiego napisał Andrzej Mroziński i wydana została w 1981 roku w Collectanea Theologica, w Wydawnictwie Akademii Teologii Katolickiej (rocznik LI, Warszawa 1981 s. 49-68)

## Literatura dodatkowa
- Biskup Michał Godlewski: Chełmicki Zygmunt. W: Polski Słownik Biograficzny. T. 3: Brożek Jan – Chwalczewski Franciszek. Kraków: Polska Akademia Umiejętności – Skład Główny w Księgarniach Gebethnera i Wolffa, 1937, s. 277–278. Reprint: Zakład Narodowy im. Ossolińskich, Kraków 1989, ISBN 83-04-03291-0.